# Emmanuel Mounier
Emmanuel Mounier (n. 1 aprilie 1905, Grenoble, Franța – d. 22 martie 1950, Châtenay-Malabry, Seine, Franța) a fost un filosof francez, fondator al revistei Esprit și la originea curentului personalist, apărut în Franța.

## Biografie
Emmanuel Mounier, născut dintr-un tată farmacist și o mamă casnică, a studiat filosofia la Universitatea din Grenoble în perioada 1924-1927, apoi a urmat cursurile lui Jacques Chevalier. El primește de la Jacques Chevalier un impuls  și o metodă de cercetare care este, potrivit lui, sentimentul că există întotdeauna ceva de căutat.
Rolul jucat de Chevalier în timpul războiului nu ar trebui să ne facă să uităm profesorul de filozofie care știa să fie . Este secretar, după Jean Guitton, al "grupului de lucru comun" creat de Chevalier și subvenționat de către lyonezul Victor Carlhian. Tânărul Mounier, la 22 ans, la 23 iunie 1927, își susține cu succes lucrarea de licență despre Conflictul dintre antropocentrism și teocentrism în filosofia lui Descartes. Această lucrare a discipolului lui Chevalier este prima lucrare filosofică a lui Emmanuel Mounier .
El vine la Paris pentru a obține agregarea în 1927-1928, la Sorbona; el rămâne impermeabil la idealismul lui Léon Brunschvicg, îl vizitează pe Henri Bergson, îl frecventează pe părintele Pouget pe care l-a vizitat la recomandarea lui Jacques Chevalier în noiembrie 1927 și îl întâlnește pe Jacques Maritain care, detașat al Action française, caută calea unui angajament civic democratic. El este primit pe locul doi la agregare, după Raymond Aron.
La începutul anilor 1930, angajamentul lui Mounier și al revistei Esprit pentru a face față „crizei umană, în secolul XX „are loc - alături de Mișcarea Noua Ordine (Robert Aron, Alexandre Marc, Denis de Rougemont) - în curentul de reflecție și de cercetare personalistă regrupând pe cei pe care istoriografia îi desemnează astăzi sub expresia „neconformiștii anilor '30”. Până la război, Mounier a căutat să aprofundeze orientările revoluției „personaliste și comunitare” pe care dorea să o realizeze pentru a remedia „dezordinea înscăunată”, fără a cădea în fundăturile totalitare ale fascismului sau ale stalinismului.
Interesat de unele dintre primele orientări ale regimului Vichy (politica față de tineret, la care a venit cu ideea organizației Jeune France), face să reapară publicația Esprit, dar renunță începând cu 1941 și intră în contact cu mișcarea de rezistență Combat, în timp ce revista este interzisă în august 1941. Arestat, este eliberat după o grea grevă a foamei și se refugiază în Drôme, unde își continuă activitatea intelectuală.
După război, își înmulțește călătoriile și contactele. Participă la reconcilierea franco-germană, adevăratul punct de plecare al re-creării Europei. În 1948 a creat Comitetul francez pentru comerț cu noua Germanie.
Personalismul lui Mounier, numit și personalism comunitar, nu este nici un sistem, nici o doctrină. Este o "matrice filosofică", sugerează Jean-Marie Domenach, fost director al Esprit. Aceasta este, ne propune Guy Coq, "un spațiu pentru întâlniri în jurul câtorva puncte de susținere, unde creștinii, musulmanii, agnosticienii, evreii și necredincioșii se pot găsi într-o reflecție asupra lumii pe care trebuie să o construim". Chiar dacă credința lui creștină îl inspiră, el nu intenționează să facă o lucrare confesională. Esprit nu va fi o revistă catolică, ci o revistă în care credincioșii și necredincioșii se întâlnesc, discută și se exprimă. El dorește să creeze o fraternitate bazată pe valorile comune și o metodă care să favorizeze discutarea și pluralitatea punctelor de vedere.
Emmanuel Mounier moare la 44 de ani, de un atac de cord, dar datorită revistei și cărților sale traduse în mai multe limbi, influența personalismului se răspândește în întreaga Europă. Spiritul continuă să apară, o nouă generație de filozofi (Étienne Borne, Jean Lacroix, Gabriel Madinier, Joseph Vialatoux...) preiau ștafeta. Afirmarea demnității inalienabile a persoanei umane câștigă teren și prin curentul personalist și face posibilă fundamentarea gândirii drepturilor omului 
Potrivit lui Gian Maria Vian, Mounier a fost primul care a evocat "tăcerea" lui Pius al XII-lea (privind invazia Albaniei de către Italia ), contribuind astfel la crearea „legendei negre” despre acest papă.
Mounier a fost profesor la Lycée du Parc din Lyon, apoi la Liceul Robin din Viena în timpul celui de- Al Doilea Război Mondial. Sunt licee care îi poartă numele în Grenoble, Angers și Châtenay-Malabry.
Henri Bergson și Charles Peguy au avut o influență profundă asupra lui Emmanuel Mounier, a se vedea în acest sens: Personalismul și criza politică și morală a secolului XX, Viața și opera lui Emmanuel Mounier 1905-1950, studiu realizat în 1965 de Paul Arnaud sub conducerea lui Rose-Marie Mossé-Bastide și publicat în 1988.

## Opere

### Ediții originale
- La pensée de Charles Péguy. Roseau d'Or (ed. Plon). 1931.
- Révolution personnaliste et communautaire (ed. Éd. Montaigne). Paris. 1934.
- De la propriété capitaliste à la propriété humaine. Questions disputées (ed. Desclée de Brouwer). 1936.
- Manifeste au service du personnalisme (ed. Éd. Montaigne). 1936.
- Pacifistes ou Bellicistes (ed. Éditions du Cerf). Paris. 1939.
- L'affrontement chrétien (ed. Éditions de la Baconnière). Neuchâtel. 1944.
- Montalembert (Morceaux choisis). Le Cri de la France (ed. L.U.F.). Fribourg. 1945.
- Liberté sous conditions (ed. Éditions du Seuil). Paris. 1946.
- Traité du caractère (ed. Éditions du Seuil). Paris. 1946.
- Introduction aux existentialismes (ed. Denoël). Paris. 1946.
- Qu'est-ce que le personnalisme ? (ed. Éditions du Seuil). Paris. 1947.
- L'éveil de l'Afrique noire (ed. Éditions du Seuil). Paris. 1948.
- La Petite Peur du XXe siècle (ed. Éditions du Seuil). Paris. 1948.
- Personalism, col. "Ce știu? „PUF, Nr 395, 1950.
- Feu la Chrétienté (ed. Éditions du Seuil). Paris. 1950.
- Les certitudes difficiles (ed. Éditions du Seuil). Paris. 1951.
- Mounier et sa génération. Lettres, carnets et inédits (ed. Éditions du Seuil). Paris. 1956.

### Opere complete (1961-1962)
Opere, 4 volume, Paris, Ed. du Seuil, 1961-1962 (epuizat):
- I. 1931-1939 (Cărți și selecție de articole).
- II. Tratatul despre caracter.
- III. 1944-1950 (Cărți).
- IV. Colecții postume și corespondență (cu o bibliografie completă a cărților și a articolelor lui Mounier).

### Reeditări actuale
- Angajamentul credinței, texte alese și prezentate de Paulette Mounier ( 1 st du Seuil, 1968), introducerea edițiilor Guy Coq, Paris, Word și silence, 2005.
- Personalism, PUF, col. "Ce știu? „Nu. 2001 (1 : 1950).
- Renovarea Renașterii, prefață de Guy Coq, Éditions du Seuil, colecția "Points-Essais", 2000.
- Scrieri pe personalism, prefață de Paul Ricœur, Editions du Seuil, colecția "Points-Essais", 2000 (Aceste două colecții reproduc majoritatea textelor din primul volum al lucrărilor ).
- Mounier et sa génération. Lettres, carnets et inédits (ed. Parole et Silence). Paris. 2000. Reeditarea cărții din 1956.